# Orange G
L'orange G est un colorant azoïque acide souvent utilisé pour des colorations trichromiques. Il permet la coloration des hématies.